# Швейцария на Европейских играх 2015
Швейцария на I Европейских играх, которые прошли в июне 2015 года в столице Азербайджана, в городе Баку, была представлена 81 спортсменом..
Швейцарская спортсменка Йоланда Нефф выиграла первую в истории золотую медаль Европейских игр, став первой в соревнованиях кросс-кантри по маунтинбайку.

## Медали
| Золото |                                |                                            |
| №      | Спортсмены                     | Вид спорта (дисциплина)                    |
| 1      | Никола Шпириг                  | Триатлон (женщины)                         |
| 2      | Йоланда Нефф                   | Велоспорт (маунтинбайк, женщины)           |
| 3      | Нино Шуртер                    | Велоспорт (маунтинбайк, мужчины)           |
| 4      | Хайди Дитхальм-Гербер          | Стрельба (пистолет, 25 м)                  |
| 5      | Джулия Штайнгрубер             | Спортивная гимнастика (вольные упражнения) |
| 6      | Джулия Штайнгрубер             | Спортивная гимнастика (опорный прыжок)     |
| 7      | Нина Бетшарт, Николь Айхольцер | Пляжный волейбол (женщины)                 |

| Серебро |                    |                                               |
| №       | Спортсмены         | Вид спорта (дисциплина)                       |
| 1       | Катрин Штирнеман   | Велоспорт (маунтинбайк, женщины)              |
| 2       | Лукас Флюкигер     | Велоспорт (маунтинбайк, мужчины)              |
| 3       | Джулия Штайнгрубер | Спортивная гимнастика (абсолютное первенство) |
| 4       | Сара Хорнунг       | Стрельба (пневматическая винтовка, 10 м)      |

| Бронза |                    |                                  |
| №      | Спортсмены         | Вид спорта (дисциплина)          |
| 1      | Фабиан Гигер       | Велоспорт (маунтинбайк, женщины) |
| 2      | Давид Граф         | Велоспорт (BMX, мужчины)         |
| 3      | Джулия Штайнгрубер | Спортивная гимнастика (бревно)   |
| 4      | Людовик Шаммартен  | Дзюдо (до 60 кг)                 |

| Медали по видам спорта | Медали по видам спорта | Медали по видам спорта | Медали по видам спорта | Медали по видам спорта |
| ---------------------- | ---------------------- | ---------------------- | ---------------------- | ---------------------- |
| Вид спорта             | 1                      | 2                      | 3                      | Итого                  |
| Велоспорт              | 2                      | 2                      | 1                      | 5                      |
| Триатлон               | 1                      | 0                      | 0                      | 1                      |
| Всего                  | 3                      | 2                      | 1                      | 6                      |

| Медали по дням | Медали по дням | Медали по дням | Медали по дням | Медали по дням | Медали по дням | Медали по дням |
| -------------- | -------------- | -------------- | -------------- | -------------- | -------------- | -------------- |
| День           | Дата           | 1              | 2              | 3              | Итого          |                |
| День 1         | 13 июня        | 3              | 2              | 1              | 6              |                |
| Всего          | Всего          | 3              | 2              | 1              | 6              |                |

## Состав команды
Борьба
Греко-римская борьба
- Йонас Боссерт
- Дамиан Дитше

Велоспорт
 Маунтинбайк
- Фабиан Гигер
- Лукас Флуккигер
- Нино Шуртер
- Линда Индерганд
- Йоланда Нефф
- Катрин Штирнеман

 Карате
- Элена Квиричи

 Триатлон
- Андреа Зальвисберг
- Никола Шпириг

## Результаты

### Борьба
В соревнованиях по борьбе разыгрывалось 24 комплекта наград. По 8 у мужчин и женщин в вольной борьбе и 8 в греко-римской. Турнир проходил по олимпийской системе с выбыванием. В утешительный раунд попадали участники, проигравшие в своих поединках будущим финалистам соревнований. Каждый поединок состоит из двух раундов по 3 минуты, победителем становится спортсмен, набравший большее количество баллов. По окончании схватки, в зависимости от результатов в каждом из раундов спортсменам начисляются классификационные очки.
Мужчины
Греко-римская борьба
Легенда: 

VT — победа на туше; 

PP — победа по очкам с техническим баллом у проигравшего; 

PO — победа по очкам без технического балла у проигравшего; 

SP — техническое превосходство, победа по очкам с разницей более, чем в 6 баллов с техническим баллом у проигравшего; 

ST — техническое превосходство, победа по очкам с разницей более, чем в 6 баллов без технического балла у проигравшего; 

| Соревнование | Спортсмены    | Первый раунд                   | 1/8 финала                   | Четвертьфинал        | Полуфинал            | Финал                | Место |
| Соревнование | Спортсмены    | Соперник Результат             | Соперник Результат           | Соперник Результат   | Соперник Результат   | Соперник Результат   | Место |
| ------------ | ------------- | ------------------------------ | ---------------------------- | -------------------- | -------------------- | -------------------- | ----- |
| до 75 кг     | Дамиан Дитше  | Р. Хиль Сорли (ESP) В 5:0 (VT) | Марк Мадсен (DEN) П 0:4 (ST) | Завершил выступление | Завершил выступление | Завершил выступление | 11    |
| до 80 кг     | Йонас Боссерт | Лаша Гобадзе (GEO) П 1:3 (PP)  | Завершил выступление         | Завершил выступление | Завершил выступление | Завершил выступление | 14    |

### Велоспорт

#### Маунтинбайк
Соревнования по маунтинбайку проводилились в построенном специально для игр велопарке. Дистанция у мужчин составляла 36,7 км, а у женщин 27,9 км.
Мужчины
| Соревнование | Спортсмены      | Результат | Место | Отставание |
| ------------ | --------------- | --------- | ----- | ---------- |
| Кросс-кантри | Нино Шуртер     | 1:41:04   | 1     | +0:00      |
| Кросс-кантри | Лукас Флуккигер | 1:41:17   | 2     | +0:13      |
| Кросс-кантри | Фабиан Гигер    | 1:41:37   | 3     | +0:33      |

Женщины
| Соревнование | Спортсмены       | Результат | Место | Отставание |
| ------------ | ---------------- | --------- | ----- | ---------- |
| Кросс-кантри | Йоланда Нефф     | 1:31,05   | 1     | +0:00      |
| Кросс-кантри | Катрин Штирнеман | 1:33:08   | 2     | +2:03      |
| Кросс-кантри | Линда Индерганд  | 1:35:16   | 5     | +4:11      |

### Гребля на байдарках и каноэ
Соревнования по гребле на байдарках и каноэ проходили в городе Мингечевир на базе олимпийского учебно-спортивного центра «Кюр». Разыгрывалось 15 комплектов наград. В каждой дисциплине соревнования проходили в три этапа: предварительный раунд, полуфинал и финал.
| Соревнование     | Спортсмены | Предварительный раунд | Предварительный раунд | Предварительный раунд | Полуфинал | Полуфинал | Полуфинал | Финал    | Финал   | Итоговое место |
| Соревнование     | Спортсмены | Заплыв                | Время                 | Место                 | Заплыв    | Время     | Место     | Время    | Место   | Итоговое место |
| ---------------- | ---------- | --------------------- | --------------------- | --------------------- | --------- | --------- | --------- | -------- | ------- | -------------- |
| K-1, 1000 метров | Фабио Висс | 1                     | 3:38,626              | 2 (Q)                 | 3         | 3:29,661  | 4 (QB)    | Финал B  | Финал B | 15             |
| K-1, 1000 метров | Фабио Висс | 1                     | 3:38,626              | 2 (Q)                 | 3         | 3:29,661  | 4 (QB)    | 3:37,377 | 6       | 15             |

### Карате
Соревнования по карате проходили в Бакинском кристальном зале. В каждой весовой категории принимали участие по 8 спортсменов, разделённых на 2 группы. Из каждой группы в полуфинал выходили по 2 спортсмена, которые по системе плей-офф разыгрывали медали Европейских игр.
Женщины
| Соревнование | Спортсмены    | Групповой этап                | Групповой этап         | Групповой этап         | Групповой этап | 1/2 финала                | Финал                  | Итоговое место |
| Соревнование | Спортсмены    | 1 поединок                    | 2 поединок             | 3 поединок             | Место          | 1/2 финала                | Финал                  | Итоговое место |
| ------------ | ------------- | ----------------------------- | ---------------------- | ---------------------- | -------------- | ------------------------- | ---------------------- | -------------- |
| До 68 кг     | Элена Квиричи | Группа B                      | Группа B               | Группа B               | Группа B       | А.Т. Бухингер (AUT) П 0:2 | За 3-е место           | 4              |
| До 68 кг     | Элена Квиричи | Т. Фриманнсдоттир (ISL) В 9:0 | Х. Буруджу (TUR) В 1:0 | М. Ракович (MNE) П 0:1 | 2 (Q)          | А.Т. Бухингер (AUT) П 0:2 | М. Ракович (MNE) П 0:4 | 4              |

### Триатлон
Соревнования по триатлону состояли из 3 этапов — плавание (1,5 км), велоспорт (40 км), бег (9,945 км).
Мужчины
| Соревнование | Спортсмены         | Плавание | Смена | Велоспорт | Смена | Бег   | Итоговое время | Место | Отставание |
| ------------ | ------------------ | -------- | ----- | --------- | ----- | ----- | -------------- | ----- | ---------- |
| Мужчины      | Андреа Зальвисберг | 18:42    | 0:50  | 56:35     | 0:26  | 33:34 | 1:50:07        | 9     | +1:36      |

Женщины
| Соревнование | Спортсмены    | Плавание | Смена | Велоспорт | Смена | Бег   | Итоговое время | Место | Отставание |
| ------------ | ------------- | -------- | ----- | --------- | ----- | ----- | -------------- | ----- | ---------- |
| Женщины      | Никола Шпириг | 20:50    | 0:48  | 1:03:37   | 0:27  | 34:46 | 2:00:28        | 1     | +0:00      |